# 에르네스트 르낭
에르네스트 르낭(Ernest Renan)은 1823년 2월 27일 트레기에(코트다르모르)에서 태어나 1892년 10월 2일 파리에서 사망한 프랑스의 작가, 문헌학자, 철학자이자 역사가이다.
르낭의 작품에서 핵심적인 부분은 바로 종교를 다루는 내용으로, 예컨대 《기독교 기원사Histoire de L'origine du christianisme》(1863-1881, 총 7권)가 있다. 《기독교 기원사》의 첫 권은 《예수의 생애Vie de Jésus》(1863)를 다루고 있다. 당대 식자층의 필독서가 된 이 책은 논란거리가 된 이론을 담고 있었으니, 이에 따르면 예수의 일대기는 여타 인간들의 일대기와 다를 것 없이 이해되어야 하며, 성경 역시 여타 역사적 사료들과 다를 것 없이 비판적 검토의 대상이 되어야 한다. 이는 열띤 논쟁의 시발점이 되었으며, 가톨릭 교회의 분노를 샀다.
과학에 대한 호기심으로 가득 찬 에르네스트 르낭은, 종의 진화에 있어서 자연선택설을 주창한 다윈의 가설을 바로 납득했다. 르낭은 종교와 종교의 근원인 민족-지리학의 긴밀한 관계를 설정했다. 에르네스트 르낭은 현재 《아크로폴리스에서의 기원Prière sur l'Acropole》(1865)나 《국가란 무엇인가Qu'est-ce qu'une nation ?》(1882)와 같은 저술의 지적 준거로 평가받는다. 이 강연에서, 르낭은 인종과 국가를 구분하고자 시도했으며, 인종과 다르게 국가는 공통된 과거와 함께 개인들의 자발적 참여를 바탕으로 형성됨을 주장하였다. 여기서 국가를 구성하는 것은 바로 같은 언어를 말하는 것도, 동일한 민족 그룹에 속해있다는 것도 아닌, 미래의 "위대한 일을 함께 하고, 그것을 더 많이 행하는 데" 있다.
브르타뉴 출신으로서 고향에 대한 그의 관심은 《브르타뉴적 영혼L'Âme bretonne》(1854)부터 자전적 저술인 《유년기와 젊은 날의 기억들Souvenirs d'enfance et de jeunesse》 (1883)까지 변치 않았다.

## 생애
1848년 9월, 철학 교수자격을 처음으로 받은 르낭은 뒤이어 1852년 무슬림 철학자 아베로에스에 관한 논문으로 문학 박사를 취득하였다. 1849년부터 1850년까지 르낭은 이탈리아에 사절단으로서 방문했다.
1860년 기독교의 기원을 밝히기 위하여, 시리아로 가서 학술 탐험을 하고 돌아왔으며, 20년에 걸쳐 《기독교 기원사 Histoire de L'origine du christianisme (1863~83)》7권을 완성하였다. 그 중에서 크리스트를 영감을 받은 철학자로 그린 1권의 《예수전》(La vie Jésus)이 유명한데, 이 책은 예수의 생애 가운데 초자연적인 요소를 배제하여 하나의 인간으로서 예수를 그렸다. 이 때문에 많은 사회적 논란을 일으켰고 로마 가톨릭 교회는 이책을 금서 목록에 올려 놓았다. 그는 1862년 1월 11일 콜레주 드 프랑스의 히브리어학 교수가 되었다. 그는 2월 21일 취임 강연에서 예수를 가리켜 "누구와도 비교할 수 없는 인간"이라고 지칭했다. 그는 이를 인간에게 부여할 수 있는 최고의 찬사라 생각했으나 로마 가톨릭교회 성직자들에게는 신성모독이었다. 결국 르낭은 그해 교수직에서 쫓겨난다. 그가 다시 교수직에 복직한 것은 1870년에 이르러서였다. 그리고 1884년에는 콜레주 드 프랑스의 학장을 역임했다. 르낭은 보불 전쟁(1870~71)당시 《프랑스의 지적ㆍ도덕적 개혁 Réforme intellectuelle et morale de la France(1871)》을 저술하였다. 그는 이 책에서 프로이센과 프랑스는 각각 고도의 문화를 가지고 서로 존중함으로써 인류 진보에 공헌할 수 있는데 왜 싸우는가 하며 책망했다. 르낭은 1878년 아카데미 프랑세즈 회원이 되었다.
그는 종교에서 초자연적 설명을 배척하고, '자연이 곧 신적(神的)'이라 하였으며 인간 본래의 자연성을 도덕적이라고 보는 점에서 자연주의적 경향을 가지고 있다. 저서에 《이스라엘 민족사》 등이 있다.

## 인종에 대한 관점
르낭은 그가 가진 사상 즉, 유대인을 뜻하는 셈족이 백인종을 말하는 아리안 인종에 비해 열등하다고 주장하였는 데, 그 원인은 유대민족이 도그마주의에 한계를 갖고 있으며 불완전한 인종이기 때문이라고 말하였다.  혹자는 그의 사상이 볼테르의 반유대주의에서 왔다고 주장한다.

## 저서
- 예수의 생애[2]